# Faubourg Saint-Jacques

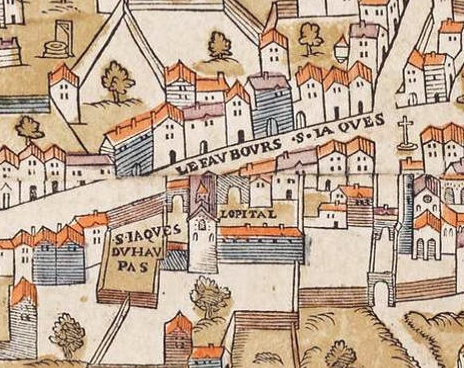
Okolí kostela Saint-Jacques-du-Haut-Pas na mapě z roku 1550

Faubourg Saint-Jacques (tj. předměstí svatého Jakuba) bylo jižní předměstí Paříže, které se rozkládalo za městskými hradbami v prostoru dnešního 5. a 14. obvodu.

## Historie
Během staletí se jako Faubourg Saint-Jacques nazývala dvě předměstí za městskými hradbami, tím jak se město postupně rozšiřovalo. Mezi 12. a 18. stoletím bylo město ohraničeno hradbami Filipa II. Augusta a Faubourg Saint-Jacques začínalo u brány Saint-Jacques, která se nacházela na rohu současných ulic Rue Saint-Jacques a Rue Soufflot. Když nechal Ludvík XVI. vystavět další hradby, rozšířila se Paříž až k dnešnímu bulváru Saint-Jacques a pohltila i původní předměstí. Nové vzniklo za těmito hradbami.
Předměstí se rozkládalo kolem kostela Saint-Jacques-du-Haut-Pas a podél ulice Rue du Faubourg-Saint-Jacques, která byla prodloužením ulice Rue Saint-Jacques vedoucí z centra Paříže na jih.